# Єрьоменко Іван Никифорович
Єрьоменко Іван Никифорович — український хлібороб-новатор, працював в колгоспі імені Ілліча (с. Павлівське, Запорізька область).
У 1976 році одержав звання Героя Соціалістичної Праці.
Нагороди — два ордени Леніна, Медаль «Серп і Молот».